# Marc Julia
Marc Julia (23 de octubre de 1922, París – 29 de junio de 2010) fue un químico francés conocido por desarrollar la olefinación de Julia, una reacción orgánica utilizada en la síntesis de alquenos. En 1990 fue galardonado con la Medalla de oro del CNRS, una de las máximas distinciones científicas en Francia.

## Biografía
Nacido en París, fue hijo del matemático Gaston Julia. Estudió en el Lycée Hoche de Versalles y posteriormente ingresó a la École Normale Supérieure, donde obtuvo su agregación en física en 1946. Posteriormente cursó estudios de doctorado en el Imperial College de Londres bajo la supervisión de Ian Heilbron, obteniendo el grado en 1948. A su regreso a Francia, completó un segundo doctorado en química con Georges Dupont en 1949.
Entre 1950 y 1957, trabajó en la École Polytechnique, luego en el Institut Pasteur (1957–1970), y más adelante en la Facultad de Ciencias de París (1963–1992). Fue director del laboratorio de química de la École Normale Supérieure y profesor emérito en la Universidad Pierre y Marie Curie. Fue elegido miembro de la Académie des Sciences en 1977 y de la Academia Europaea en 1989.
Falleció en París en 2010.

## Oleafinación de Julia
Es una reacción química de fenilsulfonas con aldehídos o cetonas para obtener alquenos después de una óxido-reducción usando una amalgama de sodio.
Esta reacción se ha utilizado en síntesis orgánica para la elaboración de productos naturales, agroquímicos y compuestos farmacéuticos.

## Contribuciones científicas
Además de su trabajo en la olefinación, Julia participó en la síntesis de compuestos como la psilocina, el ácido lisérgico y diversos terpenos. En colaboración con la empresa Rhône-Poulenc, contribuyó a la producción industrial de vitamina A.

## Premios y distinciones
- 1954: Prix Parkin, Académie des Sciences.
- 1960: Prix Louis Bonneau, Académie des Sciences.
- 1973: Prix Jecker y Médaille Berthelot, Académie des Sciences.
- 1989: Medalla de oro del CNRS.[1]
- 1994: Prix Gay-Lussac Humboldt.[3]
- Oficial de la Legión de Honor.[5]
- Comandante de la Orden Nacional del Mérito.
- Caballero de las Palmas Académicas.

## Lecturas
- «Disparition de Marc Julia». Archivado desde el original el 21 de julio de 2011.
- «Décès de Marc Julia».

- Datos: Q182371
- Multimedia: Marc Julia / Q182371